# رودلف هارني
رودلف هارني (بالألمانية: Rudolf Harney)‏ (و. 1880 – 1965 م) هو قسيس، وOberkirchenrat ‏ ألماني، ولد في متز، توفي في دوسلدورف، عن عمر يناهز 85 عاماً.

## جوائز
حصل على جوائز منها:

وسام صليب القائد من رتبة استحقاق من جمهورية ألمانيا الاتحادية